# Helmut Bärwald
Helmut Bärwald, eigentlich Helmut Fränzel (* 13. März 1928 in Leipzig; † 22. September 2003), war der Leiter des Ostbüros der SPD in den 1960er und 1970er Jahren und später freier Publizist.

## Leben
Bärwald machte 1946 das Abitur. Er wurde zum Studium an der Universität Leipzig nicht zugelassen. Ab Januar 1947 war er Mitglied der LDPD und einer sozialdemokratischen Widerstandsgruppe in Leipzig, die von dem von Kurt Schumacher gegründeten Ostbüro der SPD geführt wurde. Im Mai 1948 flüchtete er aus der sowjetischen Besatzungszone zunächst nach Hannover, dann nach Bonn. 1949 trat er dort in das Ostbüro der SPD als Mitarbeiter ein.
1965 besuchte er die „Schule für Psychologische Kampfführung“ der Bundeswehr und wurde Reserveoffizier der „Psychologischen Kampfführung“ (PSK). In den Folgejahren engagierte er sich in verschiedenen Tarnvereinen der PSK. Ab 1967 als stellvertretender Vorsitzender eines Arbeitskreis für Landesverteidigung, ab Dezember 1970 als Mitarbeiter der Studiengesellschaft für Zeitprobleme oder bei der Gründung eines „Studienkreis Sicherheitspolitik“ im Juni 1981.
Ab Juni 1966 war Bärwald bis 1971 Leiter des „Referats für gesamtdeutsche Fragen“, des durch den SPD-Parteivorstand umbenannten Ostbüros. Er war beim SPD-Parteivorstand für innere und äußere Sicherheit zuständig, „in enger Zusammenarbeit mit den staatlichen Sicherheitsorganen“. Bärwald, der die Ostverträge und die Entspannungspolitik seiner Partei kritisierte, kündigte im Januar 1971 die Referatsleitung und kam einem Parteiordnungsverfahren durch den Austritt aus der SPD im September 1971 zuvor. Horst Ehmke hatte den Verdacht überprüft und erhärtet, dass Bärwald „ein Maulwurf des BND in der Bonner SPD-Baracke war“. Hinzu kam, dass Bärwald den ihm bekannten Anführer einer Wehrsportgruppe, Bernd Hengst, als Nachtwächter beim SPD-Vorstands-Domizil eingesetzt hatte.
Noch 1971 wandte sich Bärwald der CSU zu und war als freier Publizist, unter anderem für den Münchner Merkur, tätig. Bärwald beschäftigte sich vor allem mit dem Linksextremismus in der Bundesrepublik.
1974 wurde bekannt, dass Bärwald als „Sonderverbindung SV-55207“ vom BND (Deckname „Bassum“) geführt wurde, ohne Absprache mit dem SPD-Parteivorstand. „‚Nr. 55207‘ lieferte Neues vom SPD-Vorstand“, titelte die Frankfurter Rundschau.
Bärwald war verheiratet und hat eine Tochter und einen Sohn.

## Veröffentlichungen
- Der SED-Staat. (1963)
- Partisanen ohne Gewehr. (1967)
- Rechts-links. Bd. 2. Bemerkungen über den Rechtsradikalismus in Deutschland. (1968)
- Rechts-links. Bd. 3. Der politische Radikalismus in der Bundesrepublik. (1969)
- Die DKP, Ursprung, Weg, Ziel. (1969)
- Deutsche Kommunistische Partei. (1970)
- Trojanische Kavallerie. (1976)
- Giftwort Berufsverbote und innere Sicherheit. (Redemanuskript, 1978)
- Deutsche Kommunistische Partei. Die kommunistische Bündnispolitik in Deutschland. (1984)
- Mißbrauchte Friedenssehnsucht. Ein Kapitel kommunistischer Bündnispolitik. (1983)
- Herbert Wehner – Zeit seines Lebens. (gemeinsam mit Wolfgang Dau und Robert Becker, 1986)
- Spiegel-Fechtereien / Ein Blick in Informationspraktiken eines Nachrichtenmagazins. (1987)
- Kurt Schumacher. (1995)
- Das Ostbüro der SPD. 1946–1971 Kampf und Niedergang. (1991)
- Keine Experimente. Europäische Fallstricke. (2000)